# Nicole Kassell
Nicole Kassell (1972) es una escritora y directora de cine estadounidense. Estudió y se graduó en la Escuela Tisch de Arte, perteneciente a la Universidad de Nueva York. Durante sus años de estudiante realizó tres cortometrajes, incluyendo The Green Hour, exhibido en el Festival de Cine de Sundance de 2002.

## Carrera
En 2001 ganó el Concurso de guiones Slamdance por su primer proyecto para un largometraje, titulado El leñador, una adaptación de la obra minimalista de 1997 del autor Steven Fechter que Kessell había visto en escena en The Actors Studio en Nueva York.
Su entusiasmo por este guion convenció a Lee Daniels, uno de los productores del filme Monster Ball, de ayudarla a conseguir fondos para la realización de la película. Cuando contactó a Kevin Bacon, para protagonizar el film, el actor quedó tan impresionado por el guion, sobre un pederasta forzado a lidiar con los prejuicios sociales y el miedo a no ser capaz de controlar sus oscuros deseos una vez que salga de prisión, que le sugirió a Kassell protagonizar la película junto a su esposa Kyra Sedgwick.
El leñador compitió en el Festival de Cine de Sundance y en el Festival Internacional de Cine de Toronto; también fue presentada en la Quincena de Realizadores del Festival de Cine de Cannes, y, finalmente, fue lanzada al público en 2004.
La segunda película de Kassell, Un pedacito de cielo, una comedia romántica protagonizada por Kate Hudson y Gael García Bernal, fue estrenada en febrero de 2011 en el Reino Unido.
Kassell ha dirigido episodios de las series Caso abierto (Cold Case) y 3 lbs (ambas para la cadena CBS), The Closer (para TNT) y The Killing (para AMC).
También ha adaptado la obra de Arthur Miller The Ride Down Mt. Morgan para la pantalla grande. El reparto incluyó a Diane Keaton, Emily Blunt y Michael Douglas, quien se desempeñó como productor ejecutivo.
Además de este, Kassell escribió una adaptación del libro Bad Medicine para HBO y en 2018 dirigió un episodio de la segunda temporada de la serie Westworld, también de HBO.
Actualmente, en febrero del 2021, Kassell fue anunciada como directora de un remake de la aclamada cinta, El Mago De Oz, basada en el literatura infantil de L. Frank Baum. La cinta será producida por New Line Cinema, no se sabe la fecha de estreno, ni los actores que serán parte de ella todavía.

## Vida privada
En su vida personal, Kassell está casada y tiene un hijo. La familia vive en Manhattan, Nueva York.